# Государство Яркенд
Государство Яркенд (уйг. مەملىكەتى يەكەن) — независимое государство созданное Мирзой Абу Бакром из племени дуглат в 1465 году после отделения от могульский ханов-туглуктимуридов из Алмалыка.

## История
До описываемого периода территория вокруг Яркенда входила в состав Манглай-Субе и управлялась ханами Могулистана. На короткий период в 818  г. х. (1415–1416 г.) Тимуриды захватилиКашгар и утвердились там; но около 838/1434–1435 г. эмир Саййид-Али отвоевал город у Тимуридов.
После смерти отца в 869 г. х. (1464/1465 г. н. э.) Мирза Абу Бакр (внук Саййида-Али)  установил свою власть над всеми окраинами Кашгарии изгнав оттуда Мухаммада Хайдар мирза и своего брата Умара мирза. Автор исторического труда «Тарихи Рашиди» Мирза Мухаммад Хайдар Дуглат также сообщает о том что со стороны Абу Бакра совершались набеги на территорию Могулистана и то что после этого:
«…ни один могол не мог больше оставаться в Моголистане, все моголы бежали в разные стороны из за жестокости его воинов…»
Укрепив крепость в Яркенде эмир Мирза Абу Бакр сделал его своим стольным городом и далее присоединил к своим владениям все города западной Кашгарии такие как Аксу, Уч, Янгихисар, Яркенд, Хотан и Кашгар, а также города Ферганской долины Узкенд и Ош вместе с территориями Бадахшана, Нуристана и Кашмира.
...Он бессменно и независимо правил областью Кашгар в течение 48 лет...Он отправил также войско в Балур и установил там свою власть...затем он покорил Бадахшан...Освободив Ош, Маду и Узгенд из под власть узбеков...Мирза Абу Бакр двинулся в Аксу, захватив Аксу и Уч.
Мирза Абу Бакр успешно отражал атаки могульского хана Йунуса и его сына Султана Ахмад Хана (Алача) в результате чего сохранял независимость от туглуктимуридов в течение 48 лет пока в 1514 году Султан Саид Хан с пятитысячным войском не вернул Кашгарию под власть чагатаидских ханов. Основанное Султаном Саидом государство иногда называют «Яркендским ханством» по его столице Яркенду.

## Характеристика правления Мирзы Абу Бакра
Мирза Абу Бакр правил Яркендом в течение 48 лет, и его правление ознаменовалось созданием уникальной и высокоэффективной пенитенциарной системы, не имевшей аналогов в других странах. Обнаружив случайно 29 больших чаш, наполненных золотым песком и серебряными монетами (балышами), при раскопках в старом городе Яркенд, Мирза Абу Бакр приказал начать раскопки по всей стране, во всех старых городах и заброшенных мест пустыни Такла-Макан, а также для получения рабочей силы ради проведения массовых раскопок он привлек каторжников, как мужчин, так и женщин любого возраста. Место раскопок было названо «Казик» (уйг. «qaziq»)[страница не указана 721 день] и были возведены многочисленные бараки для каторжников и караула, к казыкам поэтапно свозились каторжники со всей страны и раскопки шли целый год без перерыва. Используя эту систему принудительного труда, он собрал за время своего правления очень большое количество казны и стал владельцем очень редких и ценных вещей, некоторым из которых сотни и тысячи лет.
Мирза Мухаммад Хайдар так отмечает время после захвата могульскими войсками территории Кашгарии:
«…это было время, когда власть тирании (правление Мирзы Абу Бакра) была заменена властью закона и порядка во время правления Султана-Саид-хана. Кража имущества считалась тяжким преступлением и подлежала суровому наказанию, включая казнь. Крестьянам было рекомендовано оставлять свои инструменты на полях после работы, а хозяевам домов-держать двери своих домов незапертыми. Иностранные торговцы, прибыв в любой город, могли оставить свой багаж прямо на дороге и, отдохнув несколько дней и вернувшись, найти свои товары в том же месте — целыми и невредимыми…».